# Ceriana cacica
Ceriana cacica är en tvåvingeart som först beskrevs av Walker 1860.  Ceriana cacica ingår i släktet griffelblomflugor, och familjen blomflugor. Inga underarter finns listade i Catalogue of Life.